# PPPPPP
『PPPPPP』（ピピピピピピ）は、マポロ3号による日本の漫画。『週刊少年ジャンプ』（集英社）において、2021年42号から2023年13号まで連載された。同誌の2021年2号に読み切り掲載された漫画『ダダダダーン』を前日譚としており、一部の登場人物が共通して登場している。単行本の累計発行部数は全8巻で50万部を突破している。

## あらすじ
本編：PPPPPP
世界三大コンクールを総舐めにした天才ピアニスト・音上楽音に七つ子が、12月21日に生まれた。時が経ち、成長した6人の兄弟は父から受け継いだピアノの才能で活躍する中、主人公の園田ラッキーは唯一才能に恵まれずに生まれた「凡才」であることから父に忌み嫌われた挙句、自分の処遇を巡って両親が離婚した後に母は難病で入院してしまい、親戚の家でもピアノを弾くことすら許されない鬱屈した生活を送っていた。そんな中、ラッキーは母からの願いを託され音楽高校に入学しピアニストを目指すこととなる。
前日譚：ダダダダーン
主人公の日野運は勉強を強いる父親に反発して高校受験を放棄し、勘当同然で家を追い出された。その後、運はフリーターとなり、友人の前では明るく振る舞いながらも何事にも夢中になれない日々を送っていた。そんな日常の中、偶然出会った天才ピアニスト・山中メロリの演奏に魅了され、自身もピアニストを目指すことを決意する。

## 用語
音上家（おとがみけ）
音楽業界において有名な名家。
ファンタジー
音上家の兄弟など超一流の演奏家（ピアニスト）が奏でる「映像的な音楽」によって目の前に現れる幻覚。演奏される曲や演奏者によって、また同じ演奏者でも弾き方によって現れる「ファンタジー」は異なる。
園田（音上）ラッキーは「ファンタジー」を発する能力が低かったがために父・音上楽音から「凡才」の烙印を押されてしまった。
世界三大音楽コンクール
「ショパン国際ピアノコンクール」、「エリザベート王妃国際音楽コンクール」、「チャイコフスキー国際コンクール」の3つ。
四分谷音楽高校（しぶやおんがくこうとうがっこう）
ラッキーが通う音楽高校。

## 登場人物
声はボイスコミックスの担当声優。

### 主人公と近親者達
園田 ラッキー（そのだ ラッキー）
声 - 斉藤壮馬
本作の主人公。音上家の中で唯一の「凡才」とされている少年で、髪色は黄色で星のような髪型が特徴。オムライスが好物。一人称は「俺」。
音上家の七つ子の第六子として生を受けるが、「ファンタジー」を発する能力が低かったため、「凡才」と見なした父に疎んじられたあげく虐待を受けていた。他方で母からは深い愛情を持って育てられ、他の兄弟達とは一緒に遊びながらピアノを弾き合う等、父以外の家族関係は良好だった。両親が離婚した後、母が入院してから母方の叔母の家に引き取られていたが自身と母を嫌っている叔母一家に虐げられていた。そのため、中学卒業後は働くことを考えていたが、余命少ない母の強い後押しにより、「いつかまた兄弟7人で一緒にピアノを弾きたい」という願いを実現させるべく、長年離れていたピアノを再開する。最終回で音上ラッキーが主人格に成り代わると同時に消滅（死亡扱い）。
前述の通り過酷な境遇に生まれ育った人物だが、マイペースさを保つことができるほど強い精神力を持つ。また、本人は自覚していないが相当な潜在能力を持つ模様。
音上ラッキー（おとがみ ラッキー）
ラッキーの「才能」が人格として形成されたもの。終盤に凡才のラッキーから主導権を奪い成り代わった。
古須 亜子（ふるす あこ）
声 - 芹澤優
本作のヒロイン。絶対音感を持ち、リストの超絶技巧練習曲第4番「マゼッパ」を弾き熟す程の腕前を持つ、ツインテールの少女で、四分谷音楽高校首席。常に敬語で会話をしている。
幼い頃、ピアニストの母親と共にピアノを演奏するほど良好な母娘関係だったが、楽音に敗れた母親が精神的に病んで夜な夜な男遊びをするようになってしまった事で家庭の不和に苦しんでいる。そのため、「音上を超えるようなプロのピアニストになってかつての優しい母親に戻ってもらう」という夢（理想）を抱えている。
母親の件が原因で音上家を憎んでいるため、ラッキーが「元音上」と知った時はしばらくわだかまりがあったが後に解消した。また、ラッキーにとっては初めての友達になっている。
出田 英雄（だだ ひでお）/ DADA（ダダ）〈芸名〉
声 - 森田則昭
四分谷音楽高校の講師。ネコ目かつスキンヘッドの男性。
ピアノを再開したラッキーに強い興味を示している。彼を学年で一番「ヘタクソ」と見做す一方、一番上手い古須も加え、1学年1人が原則であるにも関わらず、特例で門下生にしている。昔、小さなコンクールで1度だけ楽音に勝ったことがあり、当時の自分のことを「ラッキーの完成形」だったと振り返っている。
園田 蝶調（そのだ ちょうちょう）
ラッキー達七つ子の母。楽音の元妻。楽音よりも年上。
数年前、ラッキーを疎む楽音に愛想を尽かしてラッキーを連れて離婚した。離婚後、七つ子を産んでからずっと優れなかった体調が更に悪化した事で難病を患ってしまい、寝たきり同然の入院生活を送るようになった。序盤では回復の兆しを見せていたが、担当医から「余命1年」を宣告されており、後に再び昏睡状態に陥って容態の悪化が進行し、4on4ピアノバトル終了直後に息を引き取った。

### 音上家の関係者
音上 楽音（おとがみ がくおん）
声 - 比上孝浩
ラッキー達七つ子の父。蝶調の元夫であり、世界三大音楽コンクールを易々と全制覇してしまう偉大なピアニスト。銀色の長髪を三つ編みにしてまとめている。イチゴやトマトといった赤い食べ物が好物。
音楽業界でも有名な著名人だが、本性は冷酷かつ残忍な野心家。「凡（人）が出す事を許される音は音楽には在らず」を信条にしているため、子供達の中で唯一「ファンタジー」を発する能力が低かった五男のラッキーを「凡才」と見なした挙句、躾の度を越えた虐待を行っていた。妻との離婚後も、ラッキー以外の子供達を溺愛する一方、徹底的なピアノの指導を強制して過剰なプレッシャーをかけながら教育していた。また、自身が積み上げてきた権力を利用し、自分にとって気に入らないと思ったピアニストはすべて業界から追放している。大富豪のパトロンを使い世界中のコンクールを買収し、「“天才”だけのコンクール」にして支配しようとしている。
音上 ドン（おとがみ ドン）
六つ子の第一子。黄土色の逆立ったような髪型で、常に燕尾服を着用している。
曲に忠実な演奏をする事から、兄弟の中でも最も評価が高い。ピアノに熱心である一方、他の事柄については忘れがちな所がある。シカトと仲が良い。
音上 レイジロウ（おとがみ レイジロウ）
六つ子の第二子。オレンジ色のおかっぱ頭が特徴。力強い演奏をする事から、「轟音の天才」と評されている。焼肉が好物。特技は筋トレ。
幼い頃は兄弟達の中でも特にラッキーと仲が良く、よく彼のそばを離れようとしなかった。かつて母・蝶調が作った、ラッキーを模したと思われる星頭の人形を現在も大切に持っている。両親の離婚後「父や周囲からの過剰なプレッシャー」「五人の兄弟に対する疎外感」「親友との仲違い」などの出来事に関するストレスから不眠症になる。また、ピアノを再開したラッキーに対し、半ば八つ当たりのような態度をとっていた。最終的にラッキーによりある「願い」を叶えてもらった事でラッキーと和解し、精神的にも回復した。
ファンタジーは巨人。
音上 ミーミン（おとがみ ミーミン）
六つ子の第三子。天然パーマがかかった長い緑髪の美少女。麺類（味噌ラーメン）とティラミスが好物。
かなりの天真爛漫かつ自由奔放な性格で、幼い頃から危なっかしい行動を取っては他の兄弟達を心配させる事が多く、父に対して挑発的な態度を取る小悪魔のような一面も併せ持つ。また、父のことは「パパン」、母のことは「ママン」と呼んでおり、他者にすぐニックネームをつけて呼ぶのが癖。
他の兄弟同様、父の束縛に苦しんでいる。本人は自由な演奏を望んでいるが、周囲が自由な演奏を否定する事に納得していない様子。山中メロリの演奏に憧れている。
ファンタジーを2種類出すことが可能で、森のファンタジーと妖精のファンタジーがある。
音上 ファンタ（おとがみ ファンタ）
六つ子の第四子。紫色の爆発したような髪型の青年。兄弟の中では最も背が高い。
相当なプレイボーイらしく、ガールフレンドが数人いる。また、幼い頃は母・蝶調によく甘えていた事が強調されていたが、離婚により家を出ていった事が原因で、今では蝶調の事を「自分を捨てる女」として嫌悪している。プロ意識が高い。
ファンタジーは遊園地。
音上 ソラチカ（おとがみ ソラチカ）
六つ子の第五子。髪色は空色で、波打ったような短髪。ファンタの次に背が高い。
芸術家気質で浮世離れした言動がみられる。眠っていたり、微笑んでいる場面が多い。普段の物腰は柔らかいが時折不穏な言動を見せる。レイジロウは相談役として信頼を持っている一方、かなりの緊張感も感じている。
音上 シカト（おとがみ シカト）
六つ子の第六子。実際は七つ子の第七子である。白髪でストレートのロングヘアと中性的な風貌が特徴。
普段は物静かで、兄弟から離れて一人遠くを見ている事が多い。反面父・楽音にはべったりで、父に何かあった時は兄姉が相手でも苛烈な態度をとる。幼い頃に出ていったラッキーや母・蝶調には無関心。
ココレ
音上家の使用人。また、レイジロウの付き人の女性。
元々は楽音に雇われた身であるが、ラッキーの処遇が原因で楽音と蝶調が離婚した後も、「元音上」となった蝶調とラッキーを気に掛けている。また、様々な出来事によって心から笑えなくなったレイジロウを心配している。
白辺 ツキミ (しらべ ツキミ)
寅江田 ノゾミ (とらえだ ノゾミ)
中井 タクミ (なかい タクミ)
いずれも楽音に雇われ、ミーミンの付き人を務めている男性。名前の由来はそれぞれ「調べる」「捕らえる」「注意」から。
自由奔放なミーミンに手を焼いているが、彼女の事を大切に思っている。コンクール後、音上家から出て行ったミーミンを連れ戻そうとする楽音に逆らったことでクビになるが、その後も楽音が差し向けた追手を妨害し続けている様子。

### 四分谷音楽高校の関係者
巻 六九（まき ロック）
四分谷音楽高校の生徒。ツインテールの少年。ラッキーとは聴音の授業で同じクラスだが留年している。
日野 運（ひの さだめ）
前日譚「ダダダダーン」の主人公。
山中 メロリ（やまなか メロリ）
前日譚「ダダダダーン」のヒロイン。かつてミーミンと会ったことがある。
理事長 / 花園 花弁子（はなぞの はなびらこ）
前日譚「ダダダダーン」から登場している、四分谷音楽高校の理事長。

### その他の人物
正志（まさし）
声 - 夏目桂輔
ラッキーの母方の従兄弟。心身ともに醜悪さを漂わせる少年。
当初からラッキーを厄介者扱いしており、母と共に彼を虐めているが、ピアノの才能は皆無。ラッキーが音高に合格して寮生活をし始めてからも、母と共にラッキーを逆恨みして嫌がらせを続ける有様となっており、警察沙汰を引き起こした事もある。
正志の母
声 - 青井玲
ラッキーの母方の叔母。息子の正志と同様、心身ともに醜悪さを漂わせる女性。
楽音のファンだったが、姉・蝶調が楽音と離婚した事で彼との縁が切れて以来、蝶調と甥のラッキーを忌み嫌っていた。姉と同じくシングルマザーでもあり、息子を甘やかして育てる一方、息子と共にラッキーを厄介者扱いし虐げていた。
新座 ワオ（にいざ ワオ）
DADAの知り合いの女性作曲家。自身のOSTを演奏してもらうピアニストを発掘するため、オーディションを開催する。
彩刃 倫道（さいば リンドウ）
幼少期、レイジロウが唯一心を開いていた親友。コンクールの成績はレイジロウに一歩及ばなかったが、本人はいつも前向きに考え、一位になる事を目標にしていた。
ある時のコンクールにて念願の一位になったが、それはレイジロウがわざと負けたからだという事実を知って以来、彼を軽蔑するようになり、嫌がらせを繰り返すようになる。最終的にレイジロウへの嫌がらせが露呈したため、楽音の権力で音楽界から追放される事となった。
動画サイトで活動していて名前は「倫」。

## 評価
2022年8月、「次にくるマンガ大賞2022」コミックス部門にて第5位を獲得している。
2023年2月、「全国書店員が選んだおすすめコミック2023」にて第10位を獲得。

## 書誌情報
- マポロ3号『PPPPPP』集英社〈ジャンプ・コミックス〉、全8巻
  1. 「ボンサイラッキー」2022年1月9日発行（1月4日発売[集 1][6]）、ISBN 978-4-08-883006-3
  2. 「すべてはラに」2022年4月9日発行（4月4日発売[集 2]）、ISBN 978-4-08-883116-9
  3. 「My Fairy Lady」2022年7月9日発行（7月4日発売[集 3]）、ISBN 978-4-08-883158-9
  4. 「By Your Fairy」2022年9月7日発行（9月2日発売[集 4]）、ISBN 978-4-08-883225-8
  5. 「入場」2022年11月9日発行（11月4日発売[集 5]）、ISBN 978-4-08-883356-9
  6. 「テンサイラッキー」2023年1月9日発行（1月4日発売[集 6]）、ISBN 978-4-08-883421-4
  7. 「テンペスト」2023年4月9日発行（4月4日発売[集 7]）、ISBN 978-4-08-883450-4
  8. 「開幕」2023年5月7日発行（5月2日発売[集 8]）、ISBN 978-4-08-883549-5

### 書誌出典
以下の出典は『集英社の本』（集英社）内のページ。書誌情報の発売日の出典としている。
1. ↑  “PPPPPP 1｜マポロ3号｜ジャンプコミックス｜”. 2022年2月4日閲覧。
2. ↑  “PPPPPP 2｜マポロ3号｜ジャンプコミックス｜”. 2022年4月4日閲覧。
3. ↑  “PPPPPP 3｜マポロ3号｜ジャンプコミックス｜”. 2022年7月4日閲覧。
4. ↑  “PPPPPP 4｜マポロ3号｜ジャンプコミックス｜”. 2022年9月2日閲覧。
5. ↑  “PPPPPP 5｜マポロ3号｜ジャンプコミックス｜”. 2022年11月4日閲覧。
6. ↑  “PPPPPP 6｜マポロ3号｜ジャンプコミックス｜”. 2023年1月4日閲覧。
7. ↑  “PPPPPP 7｜マポロ3号｜ジャンプコミックス｜”. 2023年4月4日閲覧。
8. ↑  “PPPPPP 8｜マポロ3号｜ジャンプコミックス｜”. 2023年5月2日閲覧。